# Rajon Hîncești
Der Rajon Hîncești ist ein Rajon in der Republik Moldau. Die Rajonshauptstadt ist Hîncești.

## Geographie
Der waldreiche Rajon liegt im Westen des Landes an der Grenze zu Rumänien entlang des Flusses Pruth. Die anderen Hauptflüsse sind Lapusnita und Cogâlnic.
Die Nachbarbezirke sind Cimișlia, Ialoveni, Leova, Nisporeni und Strășeni.

## Geschichte
Der Rajon Hîncești besteht seit 2003. Bis Februar 2003 gehörte das Gebiet gemeinsam mit den heutigen Rajons Basarabeasca, Cimișlia und Leova zum inzwischen aufgelösten Kreis Lăpușna (Județul Lăpușna).
Das Gebiet um die historische Stadt Lăpușna war bereits in der Bronzezeit besiedelt. Im Zweiten Weltkrieg war das Rajonsgebiet ein Schauplatz der militärischen Operation Jassy-Kischinew. Auf den ehemaligen Schlachtfeldern in Ivanovca, Lapusna und Crasnoarmeiscoe wurden monumentale Denkmäler errichtet.

## Bevölkerung

### Bevölkerungsentwicklung
1959 lebten im Gebiet des heutigen Rajons 97.934 Einwohner. In den darauf folgenden Jahrzehnten stieg die Zahl der Einwohner kontinuierlich an: von 120.919 im Jahr 1970 über 125.451 im Jahr 1979 bis zu 126.513 im Jahr 1989. Bis 2004 sank wie in ganz Moldau die Bevölkerungszahl des Rajons, die in jenem Jahr 119.762 betrug. 2014 lag sie bei 103.784.

### Volksgruppen
Laut der Volkszählung 2004 stellen die Moldauer mit 90,3 % die anteilsmäßig mit Abstand größte Volksgruppe, während sich landesweit 75,8 % als Moldauer bezeichneten. Die nationalen Minderheiten im Rajon Hîncești sind die Ukrainer mit 5,2 %, die Rumänen mit 2,5 %, die Russen mit 1,2 %, die Bulgaren mit 0,2 % und die Gagausen mit 0,1 %.

## Städte und Gemeinden

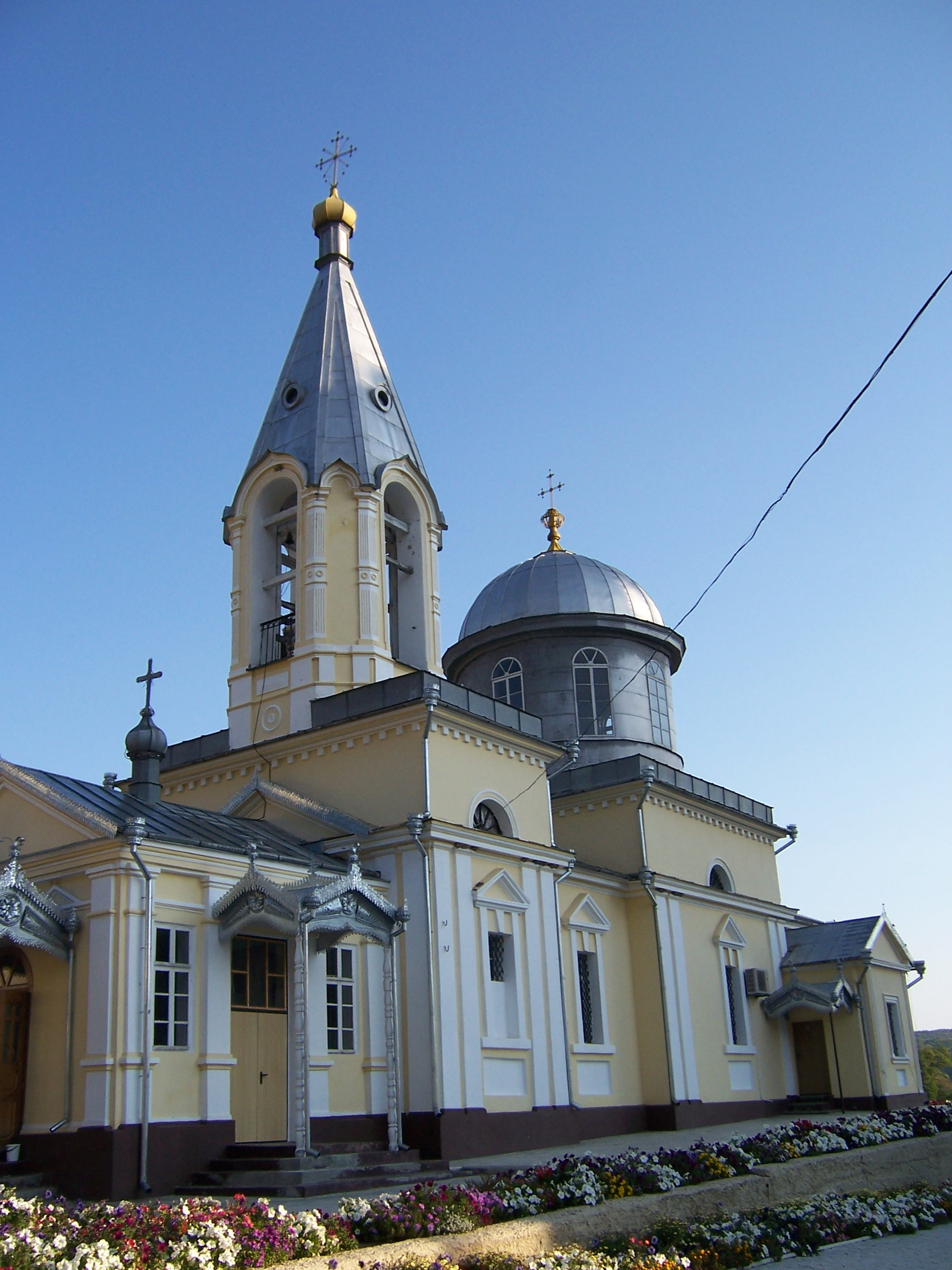
Kloster Hâncu

- Bălceana
- Bobeica
- Boghiceni
- Bozieni
- Bujor
- Buțeni
- Caracui
- Călmățui
- Cărpineni
- Cățeleni
- Cioara
- Ciuciuleni
- Cotul Morii
- Crasnoarmeiscoe
- Dancu
- Drăgușenii Noi
- Fîrlădeni
- Fundul Galbenei
- Ivanovca
- Lăpușna
- Leușeni
- Logănești
- Mereșeni
- Mingir
- Mirești
- Negrea
- Nemțeni
- Obileni
- Onești
- Pașcani
- Pervomaiscoe
- Pogănești
- Sărata-Galbenă
- Secăreni
- Sofia
- Stolniceni
- Șipoteni
- Voinescu

## Kultur und Sehenswürdigkeiten
Das 1678 gegründete Kloster Hâncu in einem Waldgebiet am Fluss Cogâlnic zählt zu den beliebtesten Ausflugszielen des Landes.
Im Rajon befinden sich zwei Museen, 64 Bibliotheken und vier Kunstschulen. Zu den regelmäßigen Veranstaltungen zählen das jährlich im März stattfindende Martisor-Musikfestival und der jeweils am zweiten Sonntag im Oktober begangene nationale Weinfeiertag.

## Wirtschaft und Infrastruktur
Die im Hügelland betriebene Landwirtschaft ist ein bedeutender Wirtschaftszweig des Rajons. Rund 15 % der landwirtschaftlichen Flächen werden für den Weinbau genutzt, annähernd doppelt so viel wie durchschnittlich beim Weinbau in der Republik Moldau.